# Eupodium
Eupodium, rod papratnjača iz porodice Marattiaceae iz neotropskog područja. Sastoji se od četiri priznate vrste iz tropske Amerike
Tradicionalno, mnogi taksonomisti uključuju Eupodium u rod Marattia. Međutim, molekularne filogenetske studije i morfološke studije postojećih i fosilnih taksona podržavaju prepoznavanje Eupodium-a kao loze različite od Marattia. 
Eupodium cicutifolium povremeno ima sinangiju sa kratkim peteljkama i ima spinulozne spore kao i druge vrste Eupodiuma, ali se inače lako zamijeni za Marattia ili Ptisana . Rod trenutno ima četiri priznate vrste. 
Bazalni broj kromosoma za ovaj rod nije poznat. Tipična vrsta je Eupodium kaulfussii.

## Vrste
1. Eupodium cicutifolium (Kaulf.) Lehtonen
2. Eupodium kaulfussii (J.Sm.) Hook.
3. Eupodium laeve (Sm.) Murdock
4. Eupodium pittieri (Maxon) Christenh.